# Gorlan romjai
A Gorlan romjai című könyv A vadonjáró tanítványa (angolul Ranger's Apprentice) című sorozat első tagja, melyet az ausztrál John Flanagan írt. Ausztráliában 2004-ben jelent meg, Magyarországon hat évvel később, a Könyvmolyképző Kiadó gondozásában. A könyv Will és barátai kalandjait írja le.

## A történetről
|  | Alább a cselekmény részletei következnek! |

A könyv főszereplője Will, aki egész életében arról álmodozott, hogy híres lovag lesz. Will anyja szülés közben meghalt, apjáról semmit nem tud (a könyv végén fény derül a sorsára), így került a rőthegyi árvaházba. Közben megismerkedett a hasonló sorsú társaival. Mint minden árvának, nekik is próbálnak foglalkozást találni a Mesterségek Iskolájának vezetői a Kiválasztás Napján. Barátaival erre a jeles alkalomra készülnek. De nem minden alakul úgy, ahogy szeretnék...
|  | Itt a vége a cselekmény részletezésének! |

## Főbb szereplők
- Morgarath, az Eső és Éj Hegyeinek ura

Will barátai:
- Jenny
- George
- Horác
- Aliz

Mesterségek Iskolájának vezetői:
- Sir Rodney, a Hadiiskola feje
- Ulf, a Lovászmester
- Paulin, a Rőthegyi Diplomata Szolgálat vezetője
- Nigel, Skriblermester
- Puff úr, a Konyhafőnök
- Halt, a titokzatos Vadonjáró

A vár lakói:
- Arald báró
- Martin, a báró titkára
- Sir Morton
- Sir Karel

Vadonjárók és hátasaik:
- Halt
- Abelard, Halt lova
- Will
- Rántó, Will lova
- Gilan
- Csillag, Gilan lova
- Crowley, a Vadonjáró Csoport feje

## Magyarul
- Gorlan romjai; ford. Acsai Roland; Könyvmolyképző, Szeged, 2010 (A vadonjáró tanítványa)